# كليف سوين
كليف سوين (بالإنجليزية: Cliff Swain)‏ هو لاعب كرة الراح ‏ أمريكي، ولد في 21 مارس 1966.